# Causia

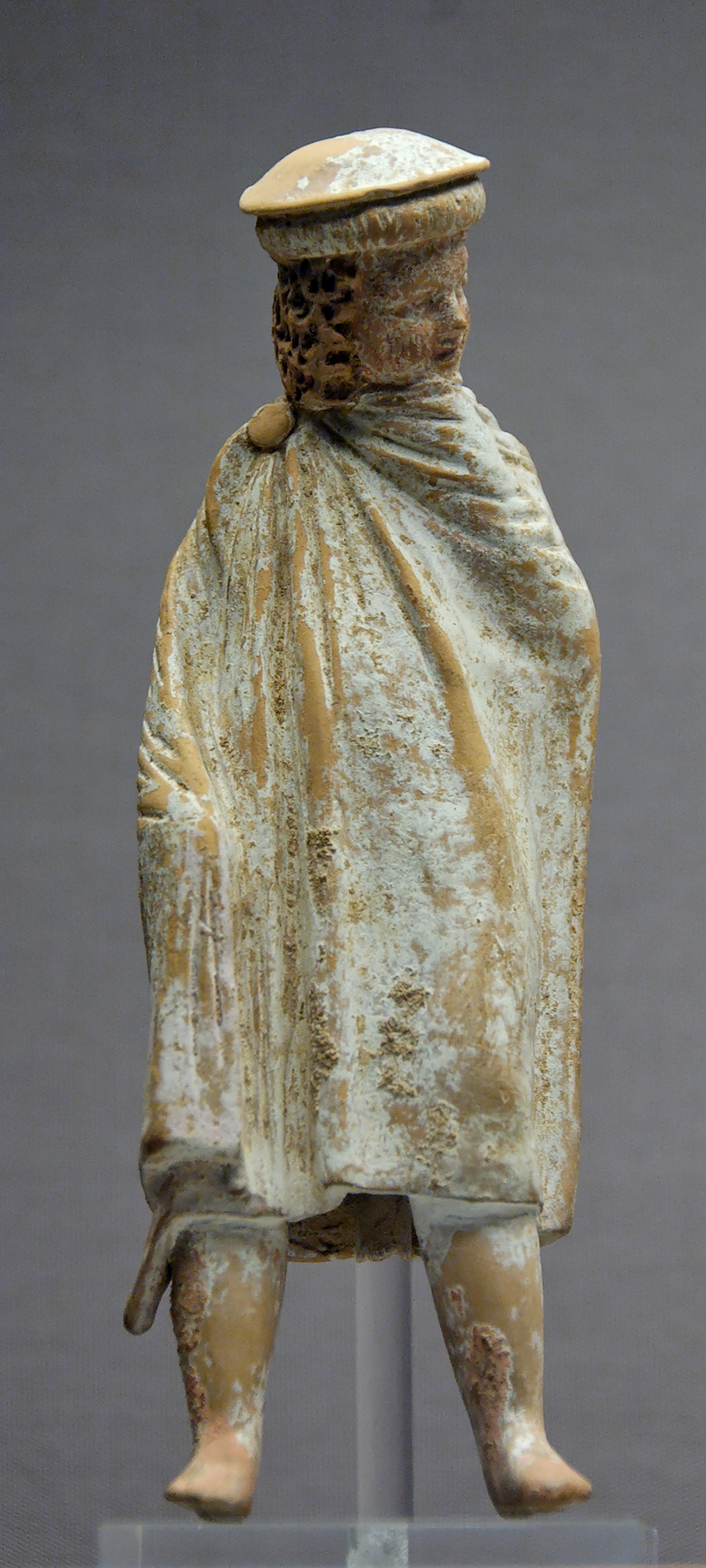
Giovane macedone indossante la causia

Causia (o kausia; in greco antico: καυσία?) è un cappello di feltro di forma simile ad un coperchio più o meno convesso, che era a volte fermato sotto la gola con delle stringhe. 
Esso fu in uso tra gli antichi Macedoni e le popolazioni contermini nel periodo ellenistico e, forse, anche prima di Alessandro Magno, oltre che nell'antica Roma, ove fu raffigurata nelle monete della gens Marcia raffiguranti Filippo V il Macedone, tra le classi povere per proteggersi dal sole.

## In Macedonia
La causia di colore rosso e con un diadema di stoffa bianca con capi frangiati cadenti dietro il dorso fu tra le regalie dei re macedoni, poi venne utilizzata anche da principi e dignitari e in seguito ad Alessandro Magno fu adottata come insegna di potere da tutti i re successori.
Nelle raffigurazioni dei re in costume militare la causia è fornita di paraguancie e sottogola con il diadema legato ad essa e non stretto alle tempie sotto essa.

## Curiosità
Attualmente in Afghanistan e Pakistan, territori che furono sotto il dominio macedone, è in uso il pakol, cappello la cui somiglianza alla causia fa pensare che esso sia una sopravvivenza di quest'ultima.

## Galleria d'immagini

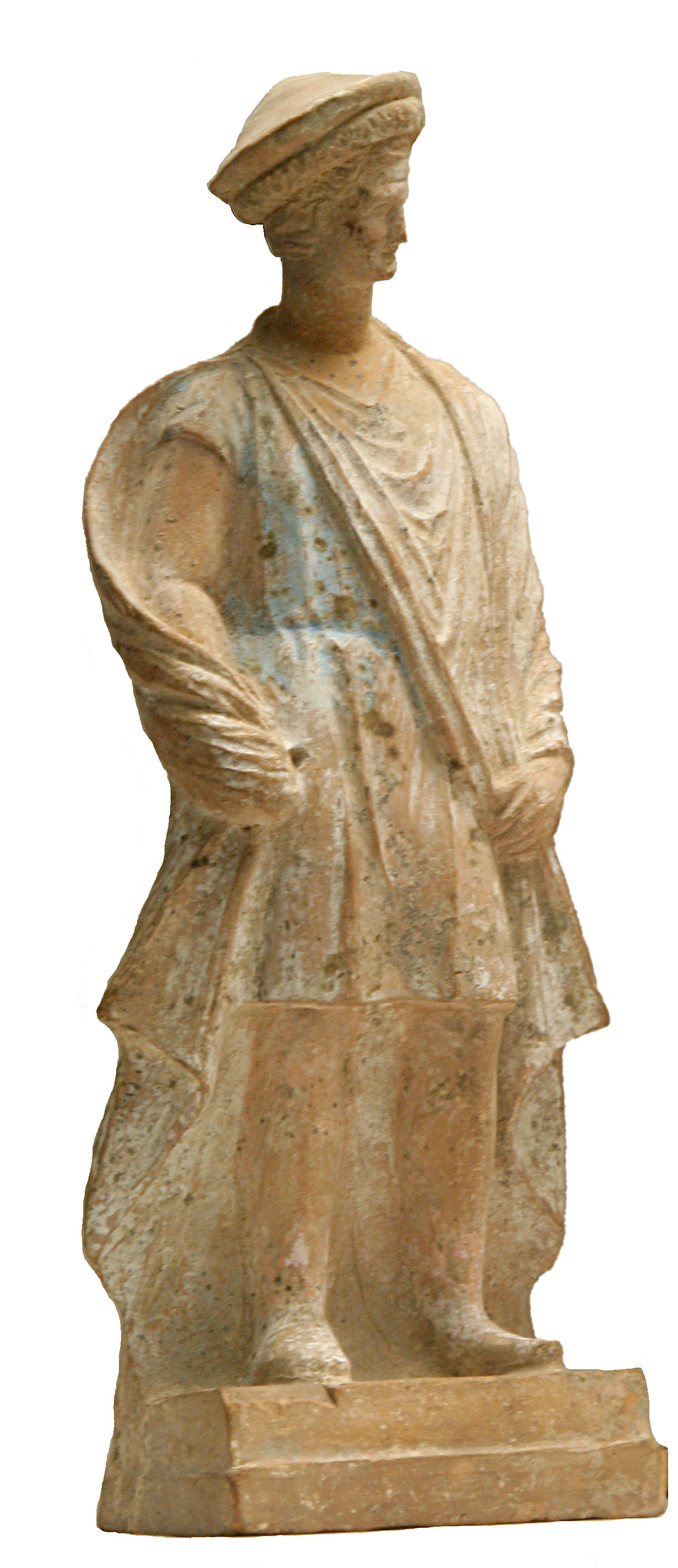
Antico macedone indossante la causia.
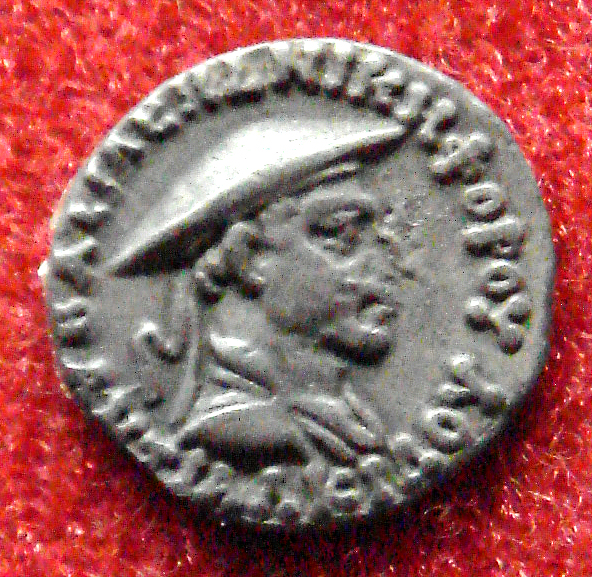
Il re Indo-greco Antialcidas indossante la causia. Museo della moneta, della banca del Giappone
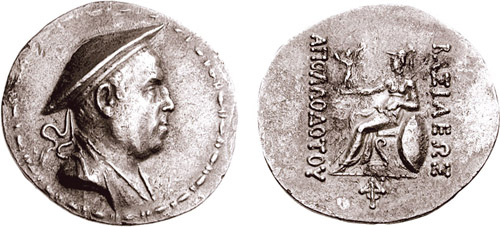
Il re Indo-greco Apollodoto I indossante la causia.
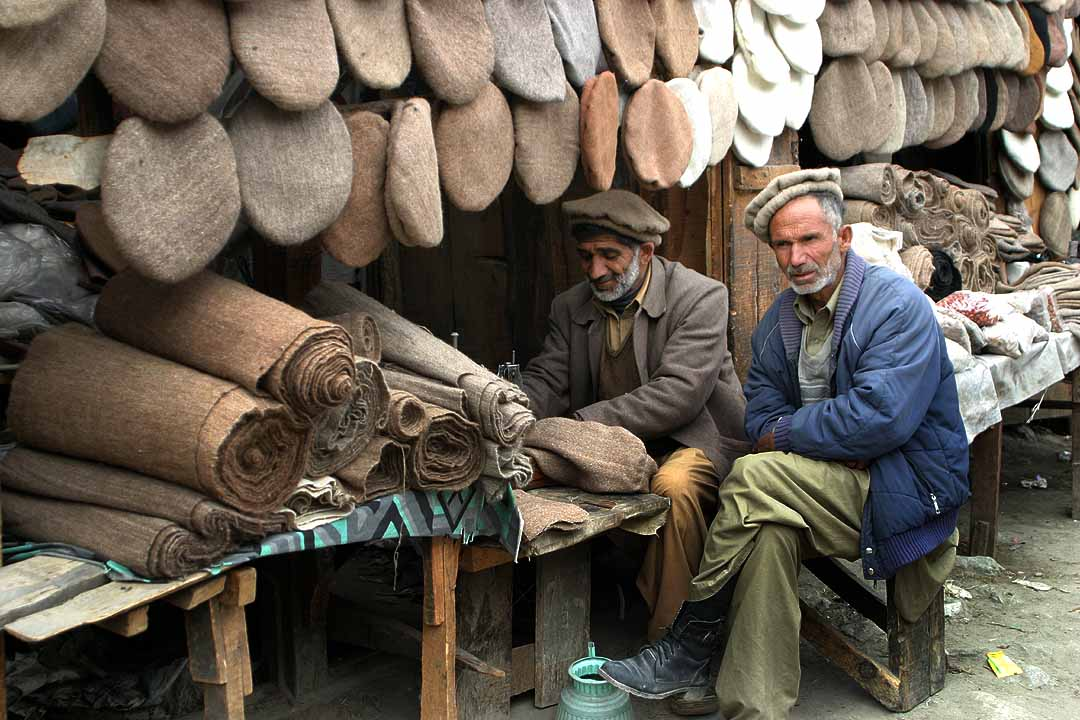
Pakistan del nord, artigiani produttori di pakol.